# Ghost in the Shell 2: Innocence
Ghost in the Shell 2: Innocence, v Japonsku známé jako Innocence (japonsky イノセンス, Inosensu), je v roce 2004 vydané pokračování japonského animovaného filmu Ghost in the Shell. Film opět režíroval Mamoru Ošii, který napsal i scénář. Za produkcí stoji společnost Production I.G, která také produkovala předchozí díl i televizní sérii Ghost in the Shell: Stand Alone Complex.
Ve filmu jsou patrné prvky fantasy, filozofie, zenu, často se objevují citáty osobností jako Konfucius, Buddha, René Descartes, Saito Ryokuu, Richard Dawkins, Max Weber, Jacob Grimm, Platón, John Milton, Zeami Motokijo, Auguste Villiers de l'Isle Adam a další. Autoři těmito narážkami upozorňují na některé otázky morálky a etiky.

## Příběh
Značná část příběhové linie sice vychází z původní mangy, konkrétně z kapitoly zvané Robot Rondo (doplněné některými prvky z kapitoly Phantom Fund), nicméně je zde značně pozměněna. Příběh Innocence začíná v roce 2032, objevují se zde postavy z předchozího dílu, např. Togusava, Motoko Kusanagi a především Bató, který je hlavní postavou tohoto dílu.
Sekce 9 vyšetřuje společnost LOCUS SOLUS a její gynoidy (androidi v ženské podobě sloužící jako sexuální hračky), které zabily 9 lidí. Problémem bylo získat tzv. „ducha“ (Ghost) pro tyto gynoidy, který je nezbytný pro jejich „lidské“ chování. Tyto byly vytvořené ilegálně pomocí kopírovacího zařízení, kterým je možné vytvořit degradovanou kopii lidského vědomí, nicméně proces kopírování postupně zabíjí původního člověka. Mladé dívky jsou unášeny Jakuzou a pro tento účel prodávány společnosti LOCUS SOLUS. Dvě z unesených dívek se spojily s inspektorem jménem Volkerson a způsobili poruchu, která přitáhla pozornost úřadů.
Major Motoko Kusanagi, hlavní postava předchozího snímku, je oficiálně pokládaná za nezvěstnou, nicméně vláda po ní stále pátrá kvůli jejím znalostem Projektu 2501. Ve filmu Bató vysvětlí Togusovi, že pomohl Kusanagi utéct, protože vláda se zajímá jen o její „duši" (paměťový soubor tvořený vlastními a pravděpodobně i implantovanými vzpomínkami), nikoliv o tělo (fyzickou schránku).
V závěru filmu, v situaci kdy je Bató téměř přemožen strážemi Locus Solus a jejich gynoidy, se opět shledá s Kusanagi, která přesunula část svého vědomí do jednoho z gynoidů. Poté, co Kusanagi splní svůj úkol, ujistí Batóa, že „s ním bude stále online“, načež se od gynoida odpojí.

## Cannes Film Festival
Innocence byl jeden z filmů představených v soutěži Cannes Film Festival v roce 2004. Byl to teprve šestý animovaný film představený na tomto festivalu a spolu s Persepolis byl jeden z pouhých dvou animovaných filmů, které se dostali do finále ceny Palme D'Or. Nicméně vítězem tohoto ročníku byl film Fahrenheit 9/11.

## Knihy
Vyšly celkem dvě knihy související s tímto filmem. Jednak je to novela Innocence: After the Long Goodbye, která dějem předchází filmu (prequel) z února 2004. V dubnu 2005 pak vydala Viz media čtyřdílnou ani-mangu pojmenovanou podle filmu (tedy Ghost in the Shell 2: Innocence).

## Soundtrack
Stejně jako u předchozího dílu je skladatelem Kendži Kawai.

### Seznam skladeb
1. Dungeon – 1:22
2. The Ballade of Puppets: Flowers Grieve and Fall – 3:38
3. Type 2052 "Hadaly" – 4:05
4. River of Crystals – 5:47
5. Attack of the Wakabayashi – 3:29
6. Etorofu – 3:53
7. The Ballade of Puppets: In a New World Gods Will Descend – 5:09
8. The Doll House I – 1:31
9. The Doll House II – 2:54
10. The Ballade of Puppets: The Ghost Awaits in the World Beyond – 9:44
11. Toh Kami Emi Tame – 0:31
12. Follow Me – 5:01